# 138,6 mm/55 Model 1910
138,6 mm/55 Model 1910 — 138,6-миллиметровое корабельное артиллерийское орудие, разработанное и производившееся в Франции. Состояло на вооружении ВМС Франции. Им были вооружены линейные корабли типов «Бретань» и «Курбэ». Также предназначались для вооружения оставшихся недостроенными линкоров типа «Норманди» и проектировавшихся лёгких крейсеров типа  «Ламотт-Пике». В годы Первой мировой войны некоторое количество орудий было снято с линкоров и использовано на сухопутном фронте в ходе сражения за Верден.